# Chiesa di Sant'Atanasio a Via Tiburtina
Sant'Atanasio a Via Tiburtina è una chiesa di Roma, nonché sede parrocchiale e di titolo cardinalizio.
Sorge nel quartiere Pietralata nel territorio del IV Municipio in prossimità della stazione della metropolitana Monti Tiburtini.

## Storia
Fu edificata a partire dal 1967 su progetto dell'ingegnere Ernesto Vichi ed è dedicata ad Atanasio di Alessandria.
La chiesa è sede parrocchiale, istituita l'11 marzo 1961 dal cardinale vicario Clemente Micara con il decreto Neminem sane.
Essa inoltre è sede del titolo cardinalizio di Sant'Atanasio a Via Tiburtina, istituito da Giovanni Paolo II il 28 giugno 1991.

## Descrizione
La chiesa è costituita da un edificio a basso corpo centrale: la parte inferiore è rivestita da lastre di pietra, mentre quella superiore è a strutture metalliche. La facciata è preceduta da un avancorpo, con un portale in ferro battuto, al di sopra del quale è lo stemma di papa Montini.
L'interno è sorretto da pilastri in ferro. La luce penetra nell'ambiente da quattro vetrate, ove sono rappresentati: i Simboli eucaristici, Sant'Atanasio, lo Spirito Santo. Il presbiterio, sul lato opposto all'entrata, è a pianta semicircolare ed è sopraelevato di alcuni gradini: è composto da un altare in granito e, sullo sfondo, da un altorilievo raffigurante l'Ultima Cena.
Nella zona sinistra rispetto all'altare troviamo un quadro del Settecento raffigurante l'Assunzione; sulla destra, un fonte battesimale, scultura dell'artista ungherese Amerigo Tot, formata da una semisfera in travertino, chiusa da una copertura in bronzo con statua di Giovanni Battista. Sempre dell'artista ungherese è una scultura che raffigura la Madonna di Csurgo.
Ultimamente, sono apparsi mosaici e decorazioni che richiamano i fedeli alla preghiera.

## Festa patronale
Unica a Roma nel suo genere, la Parrocchia organizza da circa trent'anni il Palio di Sant'Atanasio, manifestazione che ricalca il più famoso Palio di Siena. Anche qui, il territorio è diviso in sette Contrade che si contendono l'ambito trofeo: Giaguaro, San Giorgio, Falco, Elefante, Farfalla, Cigno e Lumaca. La leggenda (vera) vuole che alcune contrade nacquero con lo stesso nome di alcune contrade di Siena, e dovettero cambiare nome. Tale modifica avvenne nel 1984, dopodiché solo Elefante e Giaguaro rimasero con i loro nomi originari, le altre contrade utilizzate (ed oggetto di omonimia col Palio di Siena) erano il Drago, l'Oca, il Bruco, l'Aquila, la Chiocciola.